# Гидрид бериллия
Гидрид бериллия — химическое соединение бериллия и водорода. Представляет собой твёрдое аморфное вещество белого цвета. В сухом воздухе достаточно стабильно, во влажном — быстро разлагается.

## Получение и свойства
В отличие от других гидридов элементов II группы, в которых водород и элемент связаны ионной связью, в гидриде бериллия связь между водородом и бериллием ковалентная (двухэлектронная трёхцентровая связь).
Гидрид бериллия, как правило, образуется в виде аморфного твердого вещества, но при его нагревании под давлением (в присутствии 0,5-2,5 % LiH как катализатора) образуется гексагональная кристаллическая форма с более высокой плотностью (~ 0,78 г/см3).
Получить гидрид бериллия прямым взаимодействием металлического бериллия и водородом невозможно, поэтому его получают косвенными методами. Впервые гидрид бериллия был синтезирован в 1951 г. путём взаимодействия раствора диметилбериллия в диэтиловом эфире с алюмогидридом лития:

{\displaystyle {\mathsf {Be(CH_{3})_{2}+LiAlH_{4}\longrightarrow BeH_{2}+LiAlH_{2}(CH_{3})_{2}}}}
Другой метод получения ВеН2 — термическое разложение (при температурах от 200 до 250° С) металлорганических соединений бериллия, в том числе диметилбериллия и ди(третбутил)бериллия:

{\displaystyle {\mathsf {Be(CH_{3})_{2}\longrightarrow BeH_{2}+CH_{2}=CH_{2}}}}
{\displaystyle {\mathsf {Be(C(CH_{3})_{3})_{2}\longrightarrow BeH_{2}}}} + 2 х изобутан.
Гидрид бериллия высокой чистоты получается в результате реакции трифенилфосфина с боргидридом бериллия:

{\displaystyle {\mathsf {Be(BH_{4})_{2}+2PPh_{3}\longrightarrow BeH_{2}+2Ph_{3}PBH_{3}}}}

## Химические свойства
Гидрид бериллия при нагревании до 125°С разлагается на бериллий и газообразный водород:

{\displaystyle {\mathsf {BeH_{2}\longrightarrow Be+H_{2}}}}
Вода разлагает гидрид бериллия на гидроксид бериллия и свободный водород:

{\displaystyle {\mathsf {BeH_{2}+2H_{2}O\longrightarrow Be(OH)_{2}+2H_{2}}}}
В токе чистого кислорода быстро окисляется (иногда с воспламенением):

{\displaystyle {\mathsf {BeH_{2}+O_{2}\longrightarrow BeO+H_{2}O}}}
При нагревании взаимодействует с гидроксидами щелочных металлов, с образованием твердых бериллатов и газообразного водорода:

{\displaystyle {\mathsf {BeH_{2}+2NaOH\longrightarrow Na_{2}BeO_{2}+2H_{2}}}}

## Применение
- Гидрид бериллия находит применение в качестве ракетного топлива.[7]
- Достаточно перспективно его использование в органическом синтезе в качестве избирательного катализатора и/или восстановителя.